# Кварцсайт
Кварцсайт (англ. Quartzsite) — місто (англ. town) в США, в окрузі Ла-Пас штату Аризона. Населення — 2413 особи (2020).

## Географія
Кварцсайт розташований за координатами 33°40′1″ пн. ш. 114°13′3″ зх. д. / 33.66694° пн. ш. 114.21750° зх. д. (33.666976, -114.217504). За даними Бюро перепису населення США в 2010 році місто мало площу 95,10 км², уся площа — суходіл.

### Клімат
| Клімат : Кварцсайт                                       | Клімат : Кварцсайт | Клімат : Кварцсайт | Клімат : Кварцсайт | Клімат : Кварцсайт | Клімат : Кварцсайт | Клімат : Кварцсайт | Клімат : Кварцсайт | Клімат : Кварцсайт | Клімат : Кварцсайт | Клімат : Кварцсайт | Клімат : Кварцсайт | Клімат : Кварцсайт | Клімат : Кварцсайт |
| Показник                                                 | Січ.               | Лют.               | Бер.               | Квіт.              | Трав.              | Черв.              | Лип.               | Серп.              | Вер.               | Жовт.              | Лист.              | Груд.              | Рік                |
| Абсолютний максимум, °C                                  | 30,6               | 31,7               | 36,1               | 41,1               | 44,4               | 49,4               | 50,0               | 48,3               | 46,1               | 41,1               | 33,9               | 28,3               | 50,0               |
| Середній максимум, °C                                    | 18,6               | 21,7               | 24,9               | 29,8               | 34,4               | 40,0               | 42,1               | 41,0               | 37,8               | 31,2               | 23,4               | 18,3               | 30,3               |
| Середній мінімум, °C                                     | 4,5                | 7,3                | 10,1               | 13,6               | 18,6               | 23,5               | 27,7               | 26,9               | 22,8               | 15,4               | 7,8                | 3,7                | 15,2               |
| Абсолютний мінімум, °C                                   | −9,4               | −5,6               | −4,4               | 1,7                | 4,4                | 12,2               | 18,9               | 11,7               | 8,3                | 1,7                | −2,8               | −7,2               | −9,4               |
| Днів з дощем                                             | 2,0                | 3,2                | 2,6                | 1,2                | 0,6                | 0,2                | 1,5                | 2,4                | 1,4                | 1,8                | 1,7                | 2,5                | 21,1               |
| -------------------------------------------------------- | ------------------ | ------------------ | ------------------ | ------------------ | ------------------ | ------------------ | ------------------ | ------------------ | ------------------ | ------------------ | ------------------ | ------------------ | ------------------ |
| Джерело: National Oceanic and Atmospheric Administration |                    |                    |                    |                    |                    |                    |                    |                    |                    |                    |                    |                    |                    |

## Демографія

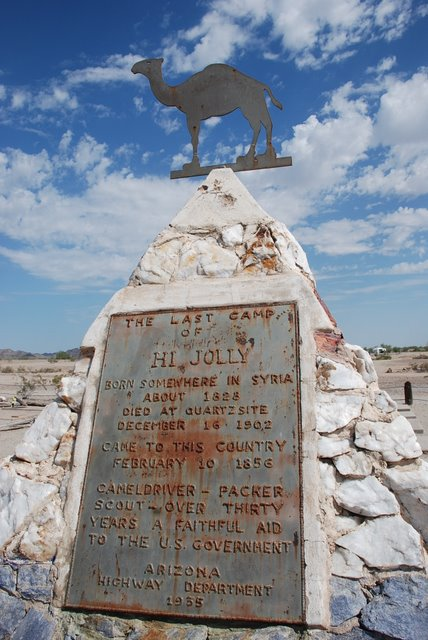
Пам'ятник на могилі Хай Джоллі (Хаджі Алі) — погонщика верблюдів американської армії

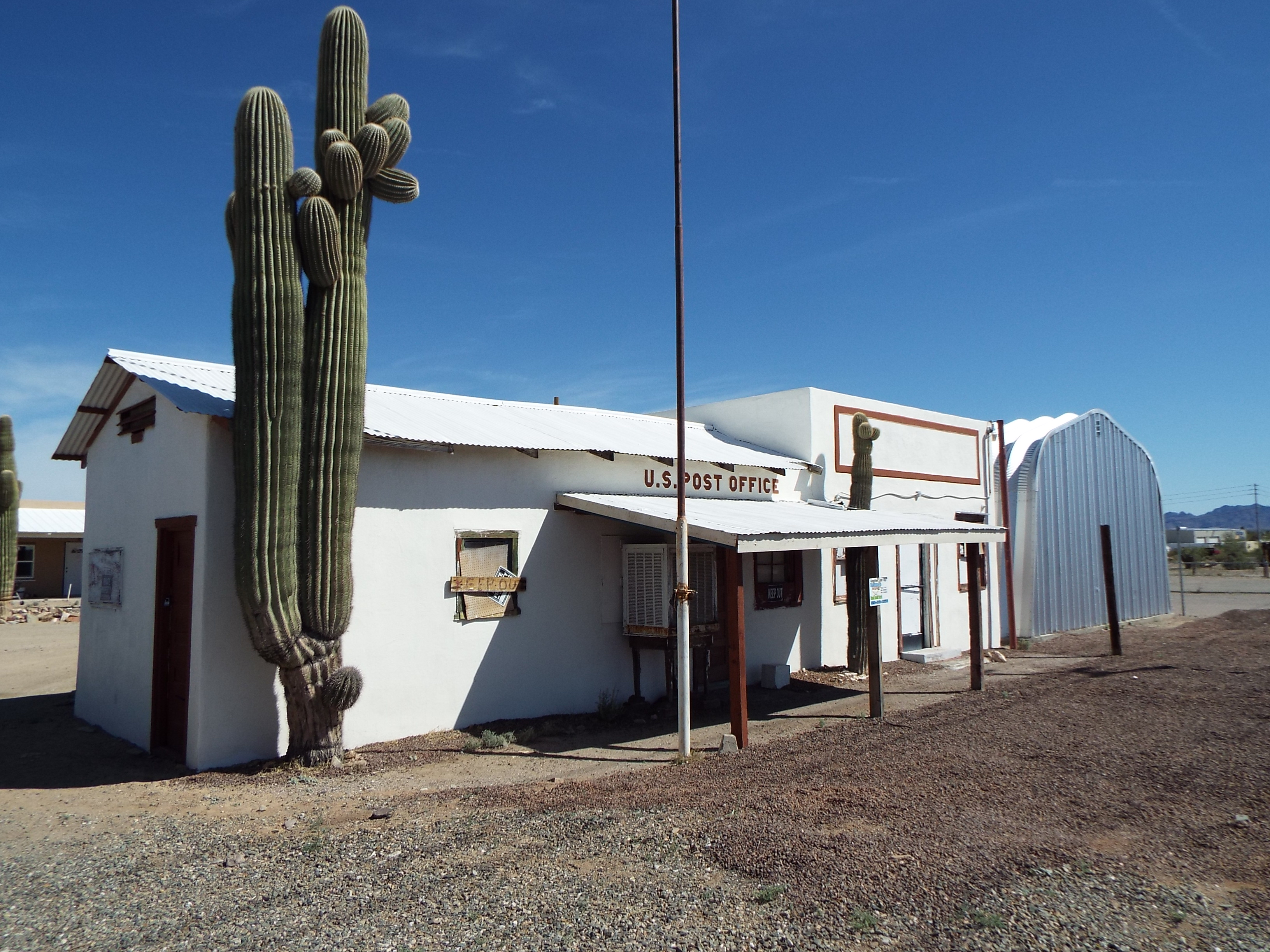
Поштове відділення Кварцсайта

Згідно з переписом 2010 року, у місті мешкало 3677 осіб у 2027 домогосподарствах у складі 1091 родини. Густота населення становила 39 осіб/км². Було 3378 помешкань (36/км²).
Расовий склад населення:
| - 92,5 % — білих - 1,9 % — корінних американців - 0,3 % — чорних або афроамериканців - 0,3 % — азіатів - 2,9 % — осіб інших рас |

До двох чи більше рас належало 2,0 %. Частка іспаномовних становила 6,7 % від усіх жителів.
За віковим діапазоном населення розподілялося таким чином: 6,9 % — особи молодші 18 років, 37,3 % — особи у віці 18—64 років, 55,8 % — особи у віці 65 років та старші. Медіана віку мешканця становила 67,1 року. На 100 осіб жіночої статі у місті припадало 103,1 чоловіків; на 100 жінок у віці від 18 років та старших — 103,5 чоловіків також старших 18 років.
Середній дохід на одне домашнє господарство становив 38 889 доларів США (медіана — 29 863), а середній дохід на одну сім'ю — 46 732 долари (медіана — 44 440).
Цивільне працевлаштоване населення становило 685 осіб. Основні галузі зайнятості: мистецтво, розваги та відпочинок — 47,2 %, фінанси, страхування та нерухомість — 27,6 %, освіта, охорона здоров'я та соціальна допомога — 13,3 %, науковці, спеціалісти, менеджери — 9,6 %.